# Будинок Анни Гвіде

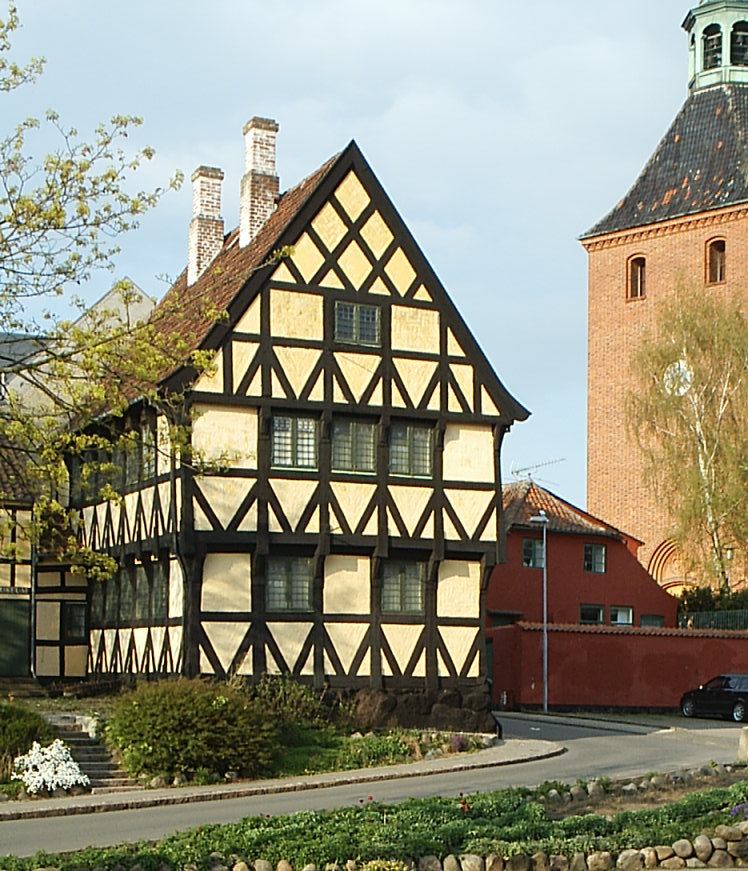
Будинок Анни Гвіде (1560)

55°03′37″ пн. ш. 10°36′33″ сх. д. / 55.06019° пн. ш. 10.60906° сх. д.
Дім Анни Гвіде (дан. Anne Hvides Gård) — двоповерхова фахверкова будівля у Свенборзі на данському острові Фюн. Один із найстаріших будинків у місті, він був побудований у 1560 році Анною Гвіде, вдовою шляхетного походження. З 1837 по 1867 рік він використовувався як заїжджий двір. Після реставрації в 1916 році він став музеєм з виставками, пов'язаними з історією Свенборга.

## Історія
Анна Гвіде була другою останньою з відомого данського клану Гвіде, заснованого Скялмом Гвіде в 11 столітті. Вона була дружиною дворянина Єспера Фрііса, який успішно керував артилерією проти любекців при Карнані поблизу Гельсінборга. На момент його смерті в 1558 році він і його дружина жили у Рьодкільде, старовинному маєтку поблизу Ульболле на захід від Свенборга.
Як і багато інших жінок того часу, Анна Гвіде хотіла мати будинок у місті, де вона могла б проводити зимові місяці. На ділянці, яку вона придбала біля церкви Богоматері, вони з чоловіком почали будувати резиденцію в 1557 році.

## Архітектура
Побудований у стилі ренесансу будинок являє собою восьмипролітну двоповерхову фахверкову споруду з неглибоким підвалом. Дах, вкритий червоною черепицею, нахилений під кутом 60 градусів. Бруси пофарбовані в чорний колір, а панелі складаються з візерункової цегляної кладки. Різьблені двері, що виходять на Фрустраде, стоять на вершині чотирьох сходинок із залізними поручнями. У 1978 році будинок перефарбували у свій первісний охристо-жовтий колір.

## Власники
Про власність будинку після смерті Анни Гвіде в 1577 році відомо небагато. Державний діяч Нільс Краг з Егескова володів майном близько 1700 року, після чого воно перейшло в руки його сина Нільса Крага аж до його смерті у 1740 році. Потім ним володів віцеадмірал Ганс Якоб Ростгаард (1685—1756), який помер у будинку 2 червня 1756 року. Він був останнім дворянином, який жив у цьому будинку.
Після кількох переходів з рук в руки будинок придбав Ніколай Борґесен у 1809 році. Після його смерті у 1837 році його третя дружина, Доротея Свендсен, продовжувала керувати будинком як заїжджим двором протягом наступних 30 років, здобувши репутацію гостинної господині та однієї з найвідоміших людей у Свенборзі. Її син Ніколай Борґесен успадкував власність, але після еміграції до Америки продав її будівельнику Людвіґсену, аж поки її не викупив муніципалітет Свенборга в 1900 році. Горище було використано як архів, а перший поверх став окружною бібліотекою. На деякий час він також став офісом мера.

## Музей
У 1912 році будівля була придбана Музеєм Свенборга, який провів комплексні реставраційні роботи, після чого у 1915 році відкрив тут музей Свенборга. Він працював тут до 1974 року, коли музей переїхав до нового приміщення. У літні місяці музей представляє експонати, пов'язані з історією міста.